# ロベリア (小惑星)
ロベリア (1066 Lobelia) は小惑星帯に位置する小惑星。ハイデルベルクでドイツの天文学者カール・ラインムートが発見した。
キキョウ科の植物、ロベリアに因んで命名された。